# Veselîi Podil, Semenivka
Veselîi Podil (în ucraineană Веселий Поділ) este localitatea de reședință a comunei Veselîi Podil din raionul Semenivka, regiunea Poltava, Ucraina.

## Demografie
Componența lingvistică a localității Veselîi Podil
     Ucraineană (96,15%)
     Rusă (3,6%)
     Alte limbi (0,25%)
Conform recensământului din 2001, majoritatea populației localității Veselîi Podil era vorbitoare de ucraineană (96,15%), existând în minoritate și vorbitori de rusă (3,6%).